# Brad Rogers
Brad Rogers (* im 20. Jahrhundert) ist ein US-amerikanischer Schiedsrichter im American Football, der seit dem Jahr 2017 in der NFL tätig ist. Er trägt die Uniform mit der Nummer 126.

## Karriere

### College Football
Vor dem Einstieg in die NFL arbeitete er als Schiedsrichter im College Football in der Southeastern Conference und Conference USA.

### National Football League
Rogers begann im Jahr 2017 seine NFL-Laufbahn als Field Judge beim Spiel der Pittsburgh Steelers gegen die Minnesota Vikings. Nachdem Schiedsrichter John Parry seinen Rücktritt bekannt gegeben hatte, wurde er zur NFL-Saison 2019 zum Hauptschiedsrichter ernannt. Sein erstes Spiel – die Seattle Seahawks gegen die Cincinnati Bengals – leitete er am 8. September 2019.

## Privates
Rogers wohnt in Lubbock, Texas.
Außerhalb der NFL ist Rogers Professor für Wirtschaft an der Lubbock Christian University und Professor für Verwaltung an der Texas Tech University.